# Lionychina
Lionychina es una subtribu de coleópteros adéfagos  perteneciente a la familia Carabidae.

## Géneros
Tiene los siguientes géneros:
- Apristomimus Mateu, 1969
- Apristus Chaudoir, 1846
- Eremolestes Maindron, 1905
- Lionychus Wissmann, 1846
- Lorestania Anichtchenko, 2011
- Metablus Jedlicka, 1958
- Omobrus Andrewes, 1930
- Singiliomimus Peringuey, 1896
- Syntomus Hope, 1838
- Tilius Chaudoir, 1876
- Trichidema Basilewsky, 1956